# MCM Top
 (juillet 2025).
Si vous disposez d'ouvrages ou d'articles de référence ou si vous connaissez des sites web de qualité traitant du thème abordé ici, merci de compléter l'article en donnant les références utiles à sa vérifiabilité et en les liant à la section « Notes et références ».
 (août 2025).
 (mars 2025).
MCM Top est une chaîne de télévision musicale payante et privée française, créée le 28 novembre 2003, appartenant initialement à Lagardère Active puis au Groupe M6 depuis 2019, lui-même contrôlé par le groupe allemand RTL group.

## Histoire de la chaîne
Afin d'enrichir son offre de chaînes musicales, Lagardère Active lance le 28 novembre 2003 le bouquet MCM Music +. Celui-ci est alors composé de trois chaînes: MCM, MCM Pop (anciennement MCM 2) ainsi que MCM Top (nouvellement créée). Cette dernière diffuse continuellement des clips actuels et la population visée est âgée de 15 à 24 ans.
Le 13 juin 2007, la chaîne est reformatée et devient interactive. De nouveaux programmes comme "Fais ton Top" et "Fais ton Club" permettent de voter par SMS entre deux clips pour le clip suivant. Une autre émission "Top Mix", anciennement comparable à Ultra Tubes sur MCM, donne la possibilité de voter pour choisir le programme qui sera diffusé en deuxième partie de soirée. "Top Club, Top Rock, Top Hip Hop, Top US et Top R'N'B" deviennent des classements effectués à travers les votes des téléspectateurs sur top.mcm.net ainsi que le "Top.fr" qui est comparable au "hit mcm.fr". Le 29 mars 2011, la chaîne passe au format 16/9, avec un habillage plus complet et des dispositifs permettant de se repérer facilement au sein de l'offre des chaînes MCM. La chaîne n'est plus interactive. À partir du 4 novembre 2014, la chaîne diffuse des clips 24h/24 tous les jours (Top Mix et Top Night) et le lundi de 22 h 30 à 23 h 30, les clips d'une star (Top Star) .
Le 1er juillet 2016, la chaîne cesse sa diffusion sur Canalsat, mais elle continue à être diffusée sur les différentes offres ADSL & Câble. 
Depuis le 6 octobre 2017, des nouveaux programmes sont diffusés: "#StreamHit" (classement des 16 titres les plus écoutés sur Spotify), diffusé le samedi de 18 h à 19 h ainsi que Top Gold (clips datant des années 1990 et 2000) le vendredi de 22 h 30 à 23 h 30 et le dimanche de 15 h à 16 h. Il existe des déclinaisons russe et portugaise de la chaîne[réf. nécessaire].
Le 5 juin 2019, rouge-marron la chaîne change d'habillage lors de la diffusion des clips à suivre pour adopter le même que ceux utilisés sur les autres chaînes. Le 16 juillet 2019, la chaîne n'est plus disponible dans les offres Canal+. Le 1er janvier 2020, elle n'est plus disponible aussi dans les offres de la TV d'Orange. La chaîne est cependant toujours disponible au Portugal et est diffusée chez MEO, Vodafone et NOS. La chaîne est disponible au Brésil sur la plateforme Watch et sur Multi+. Depuis le 5 mars 2021, la diffusion des clips a changé pour être axée sur des tubes. Elle dispose de coupures pub toutes les heures et rappelle des programmations d'émissions qui sont prévues les jours suivants, elle dispose aussi d'un catalogue de musique récentes[réf. nécessaire]
.
À partir du 2 septembre 2019, la chaîne appartient au Groupe M6, à la suite du rachat d'actifs initialement détenus par le groupe Lagardère Active. Depuis le 1er janvier 2020, le canal "MCM Top" toujours disponible sur Freebox TV, mais elle n'est que le doublon de MCM. Depuis le 19 mars 2022, la chaîne MCM TOP rediffuse son propre contenu et n’est plus le doublon de MCM. Le 24 février 2024, la chaîne change d'habillage lors de la diffusion des clips pour adopter le même que ceux utilisés sur les autres chaînes du Groupe M6. Le 9 mars 2024, #StreamHit (classement des 10 titres les plus écoutés sur Spotify), diffusé le samedi de 18 h à 18 h 30[réf. nécessaire].

## Dirigeants
- Secrétaire Général des Programmes et des Antennes : Laurent Micouleau
- Directeur des programmes : Nicolas Gicquel

## Identité graphique
Le 13 juin 2007, l'habillage de la chaîne évolue et est réalisé par l'agence SEENK. Le 29 mars 2011, la chaîne change de logo et d'habillage en même temps que MCM Pop. En novembre 2013, les chaînes MCM Top et MCM Pop fêtent leurs 10 ans de diffusion. À cette occasion, un dispositif spécial est mis en place avec des concerts et des émissions. Le 24 novembre 2016, le contour du logo devient rouge-marron et le centre de MCM devient transparent pour son 13e anniversaire. Le 2 octobre 2017, la chaîne change de logo et d'habillage en même temps que MCM[réf. nécessaire].

Premier logo de MCM Top du 28 novembre 2003 à août 2004
Second logo de MCM Top de août 2004 au 13 juin 2007
Troisième logo de MCM Top du 13 juin 2007 au 29 mars 2011
Quatrième logo de MCM Top du 29 mars 2011 au 2 octobre 2017
Cinquième logo de MCM Top depuis le 2 octobre 2017

## Slogans
- De [Quand ?] : « Les tops non-stop »
- Depuis le 29 mars 2011 : « 100% clips des hits d'aujourd'hui »

## Émissions
Émissions
- Top Mix : sélection de hits du moment; du lundi au vendredi de 6 h à 22 h 30, le samedi de 6 h à 18 h et 18 h 30 à 22 h 30 et le dimanche de 6 h à 15 h et 16 h à 22 h 30. (depuis novembre 2003)
- Top Night : sélection de hits du moment (la nuit); du lundi au jeudi et ce weekend de 22 h 30 à 6 h et le vendredi de  23 h 30 à 6 h. (depuis novembre 2003)
- Top Gold : sélection de hits des années 1990 et 2000; le vendredi de 22 h 30 à 23 h 30 et le dimanche de 15 h à 16 h. (depuis octobre 2017)
- #StreamHit : classement des 10 titres les plus écoutés sur Spotify ; le samedi de 18 h à 18 h 30.

### Programmes disparus
Summer Festivals
- Coachella 2018 et 2019
- Lollapalooza Paris 2018
- Sziget Festival 2018 et 2019
- Rock en Seine 2018
- Glastonbury Festival 2019

Bonne Année
- Top 2018
- Top 2019
- Top France 2019
- Dancefloor
- Diva

Emissions musicales
- Top Star (depuis novembre 2003)
- Top 50 (depuis juillet 2011)
- Top.fr (depuis juin 2007)
- Top Combat (depuis novembre 2003)
- Top Album (depuis novembre 2003)
- Top Club (depuis novembre 2003)
- Top Morning (depuis novembre 2003)
- Top US (depuis juin 2007)
- Top R'n'B (depuis juin 2007)
- Top Hip-Hop (depuis juin 2007)
- Top Rock (depuis novembre 2003)
- Top Live (depuis juin 2007)
- Top New (depuis novembre 2003)
- Top Groove (depuis novembre 2003)
- Top College (depuis novembre 2003)
- Fais Ton Top (depuis juin 2007)
- Fais Ton Club (depuis juin 2007)
- Top Thema (depuis juin 2007)
- Top Special (depuis juin 2007)

## Diffusion
- Diffusion par Satellite :

 TéléSAT : chaîne no 108
- Diffusion par Câble :

 UPC : Chaîne n°258
 Monaco Telecom : Chaîne no 196

 Nos : Chaîne no 156
- Diffusion xDSL/FTTH :

 Freebox TV : Chaîne no 271
 Bbox TV : Chaîne no 170

 Meo : Chaîne no 134

 Vodafone : Chaîne no 109